# Silene graeca
Silene graeca är en nejlikväxtart som beskrevs av Pierre Edmond Boissier och Spruner. Silene graeca ingår i släktet glimmar, och familjen nejlikväxter. Inga underarter finns listade i Catalogue of Life.